# Kadettpartiet
För andra betydelser, se Kadett (olika betydelser).

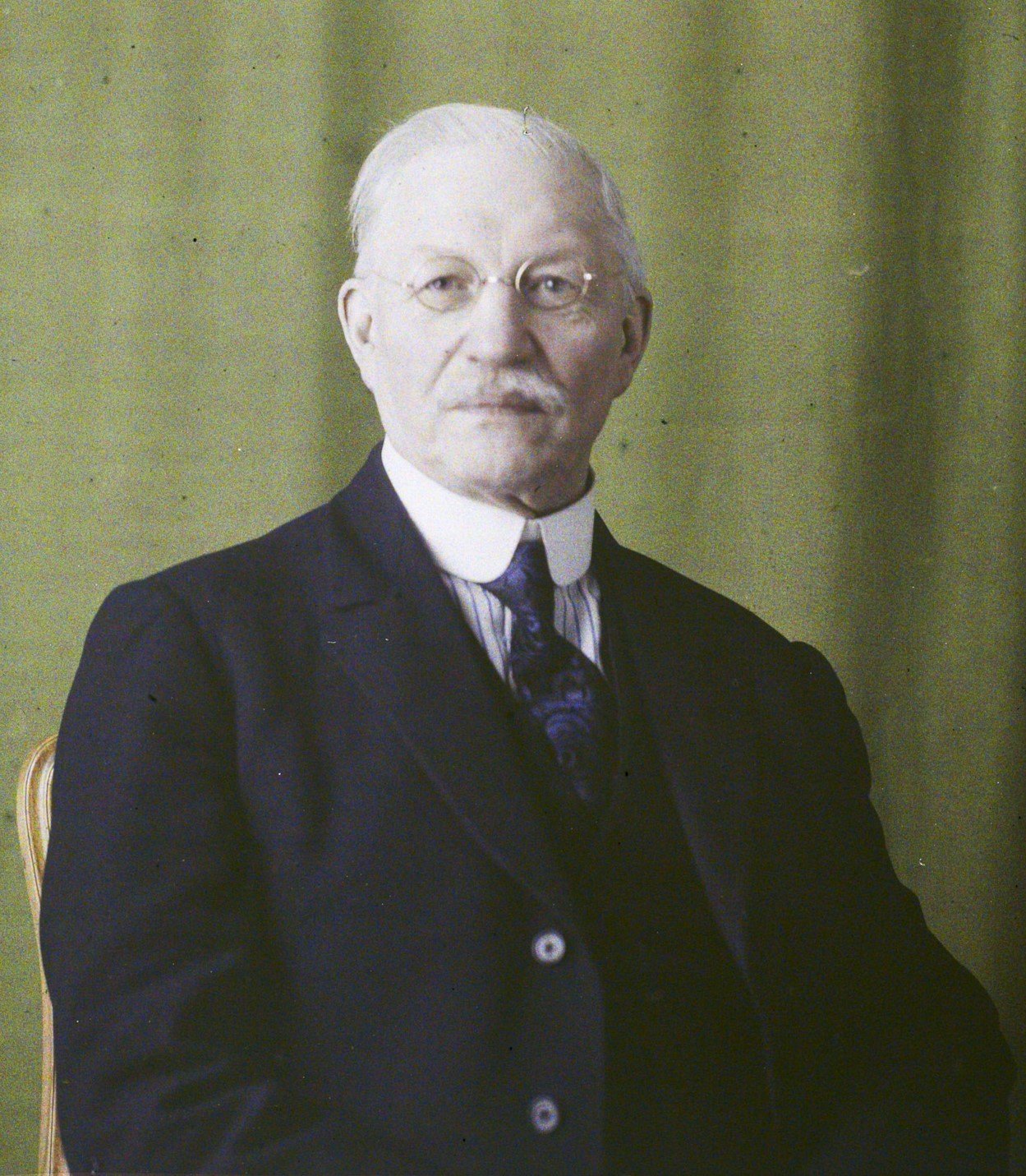
Pavel Miljukov.

Kadettpartiet, Konstitutionellt demokratiska partiet eller De konstitutionella demokraterna var ett politiskt parti i Ryssland som grundades av liberaler i oktober 1905 under ledning av historikern Pavel Miljukov. Partiet förespråkade ett avskaffande av enväldet och att konstitutionell monarki skulle införas. 
Kadettpartiet spelade en framträdande roll i tövädret som följde 1905 års revolution och var den största grupperingen i duman efter valen 1906 och 1907. De blev inbjudna av premiärminister Sergej Witte att delta i regeringen, men deras radikala krav omöjliggjorde dock detta. Miljukovs hätska angrepp i duman i november 1916 mot premiärminister Boris Stürmer bidrog till den senares fall och stärkte de revolutionära strömningarna i landet. Efter februarirevolutionen 1917 var partiet huvudaktör i den provisoriska regeringen och Miljukov beklädde posten som utrikesminister och hans partivän Georgij Lvov utnämndes till premiärminister. 
Efter julioroligheterna 1917 tvingades Lvov att avgå och en maktförskjutning skedde till förmån för Aleksandr Kerenskij som företrädde de radikalare krafterna i regeringen. I december 1917, efter det att bolsjevikerna hade tagit makten i oktoberrevolutionen, förbjöds partiet, som därefter verkade i exil från Paris.

## Översättning
Den här artikeln är helt eller delvis baserad på material från engelskspråkiga Wikipedia, Constitutional Democratic Party, 23 november 2008.